# Königsberg
Königsberg (in italiano dell'800 Conisberga; in russo Кёнигсберг?, Kjonigsberg; in yiddish קעניגסבערג‎?, Kenigsberg; in latino Regiomontum) è il nome storico della città prussiana corrispondente all'odierna Kaliningrad, in Russia.
Fondata nel 1255 sul sito di un precedente insediamento prussiano, appartenne allo Stato dell'Ordine teutonico, al Ducato di Prussia, al Regno di Prussia, all'Impero tedesco, alla Repubblica di Weimar e alla Germania nazista. Durante la seconda guerra mondiale, la città fu quasi completamente distrutta dai bombardamenti alleati nell'agosto 1944 e dall'offensiva dell'Armata Rossa nell'aprile 1945. L'area fu quindi annessa dall'Unione Sovietica e nel 1946 la città fu ribattezzata Kaliningrad. Oggi rimangono poche tracce della storica Königsberg. La città è famosa anche per aver dato i natali, nel 1724, a Immanuel Kant, considerato uno dei filosofi più importanti di tutto il pensiero occidentale.
Il toponimo Königsberg significa montagna del re: fu così chiamata in onore di re Ottocaro II di Boemia dopo essere stata fondata nel 1255 dai Cavalieri teutonici; essa fu la capitale del loro Stato monastico, quindi del Ducato di Prussia, infine della provincia della Prussia Orientale nel Regno di Prussia. Königsberg ospitava l'università Albertina (fondata nel 1544) e divenne un importante centro intellettuale per la cultura tedesca e luterana, ma anche lituana e polacca: vi furono stampati il primo libro ed il primo catechismo in lituano (1547) e la prima traduzione polacca del Nuovo Testamento (1551).
Königsberg rimase la più orientale tra le grandi città tedesche fino alla II guerra mondiale, finché non fu conquistata e annessa dall'Unione Sovietica il 9 aprile del 1945; l'amministrazione sovietica fu ratificata in agosto dalla conferenza di Potsdam. La rimanente popolazione germanica, che non era stata evacuata in precedenza, fu espulsa e l'area fu ripopolata con cittadini sovietici. Il 4 luglio 1946 fu ribattezzata Kaliningrad in onore di Mikhail Kalinin. Oggi è il capoluogo dell'oblast' di Kaliningrad, una exclave della Russia confinante con Lituania e Polonia. Si è in seguito discusso dello status legale della città, ma soprattutto in ambito accademico: col trattato sullo stato finale della Germania (1991), la Repubblica Federale di Germania ha rinunciato ad ogni pretesa sugli ex territori orientali tedeschi.

## Nome
Il toponimo di Königsberg (in polacco Królewiec; in lituano Karaliaučius; in latino Regiomontium), letteralmente montagna del Re in onore di Ottocaro II di Boemia, indica quella che nel passato fu la capitale dello stato di Prussia dell'Ordine Teutonico, della Prussia ducale ed infine della provincia prussiana della Prussia Orientale.
Per distinguerla da località omonime, dopo l'unificazione tedesca nel 1871, il nome ufficiale fu Königsberg i. Pr. (in Preußen; in italiano: in Prussia) fino al 1936, poi Königsberg (Pr).

## Storia

### Le origini
Nel 1231 i cavalieri teutonici, chiamati cinque anni prima dal duca polacco Corrado di Masovia per aiutarlo a riconquistare la Cuiavia, iniziarono a organizzare i territori conquistati alle tribù pagane. Per controllarli favorirono l'arrivo di coloni di lingua tedesca da tutto il Sacro Romano Impero. Sorsero così alcuni villaggi e Königsberg nacque dall'unione di alcuni di questi borghi.
Essi erano: Juditten, Kosse, Tragheim, Sackheim, Laak e Ponarth. I primi edifici in muratura verranno costruiti attorno al 1257. Königsberg diventa così la prima importante testa di ponte dei cavalieri teutonici nei paesi baltici. Nel 1340 entra nella Lega anseatica e tra il 1327 e il 1380 viene edificata sull'isola del fiume Pregel - detta Kneiphof - la Cattedrale.

### Dal dominio teutonico a quello prussiano

Stemma di Königsberg

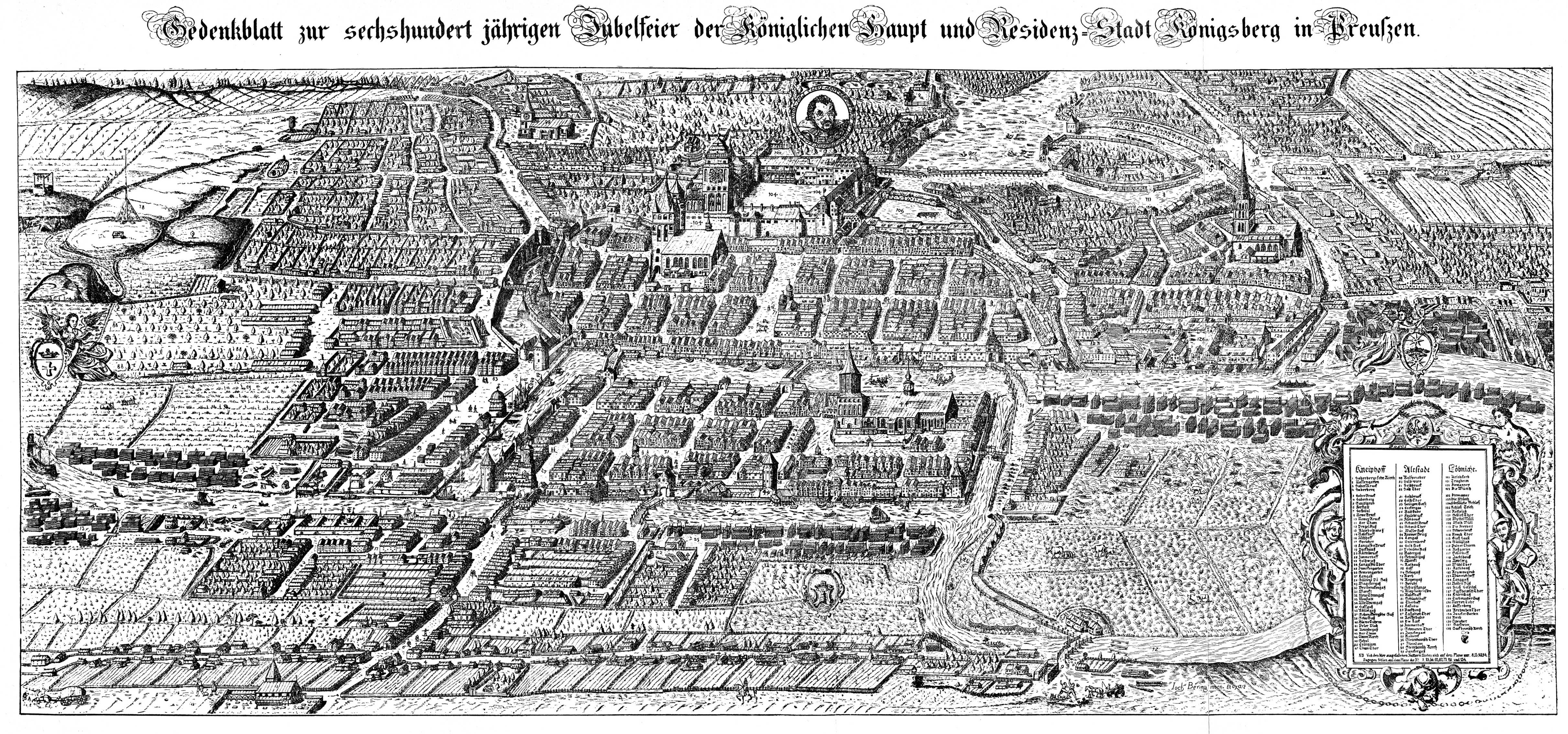
Mappa di Königsberg del 1613 di Joachim Bering.

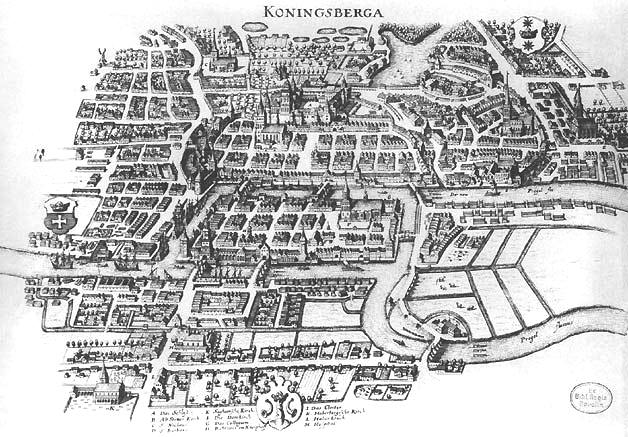
Königsberg nel 1652.

Nel 1457, con la caduta del Castello di Marienburg, Königsberg diventa la sede ufficiale dell'Ordine Teutonico. Nel frattempo la città si era dotata di diverse fortificazioni, tra cui tre castelli uno nel quartiere Altstadt, un altro nel quartiere Löbenicht e infine un terzo sull'isola Kneiphof. Nel 1525 Alberto di Prussia, ultimo gran maestro teutonico, secolarizzò i beni e i territori dell'Ordine proclamando la nascita del Ducato di Prussia con Königsberg capitale. Su iniziativa di Alberto venne aperta, nel 1544 l'Università di Königsberg, detta appunto Albertina. Tra i primi docenti vi fu Andrea Osiander. Ma, se Alberto dovette proclamarsi vassallo della Polonia, nel 1660, con la firma del trattato di Oliva, un suo discendente, Federico Guglielmo, riuscì ad ottenere una completa indipendenza dal potente vicino. Nel 1701, per l'appoggio dato all'Austria durante la guerra di successione spagnola, Federico di Hohenzollern venne incoronato primo re di Prussia nella città.
Königsberg, come tutta la Prussia, venne duramente colpita da alcune epidemie scoppiate all'inizio del XVIII secolo, per ripopolare le ampie zone rimaste disabitate il nuovo re, Federico Guglielmo I di Prussia, incoraggiò l'immigrazione da altri paesi. Fu così che arrivarono in Prussia centinaia di protestanti salisburghesi, cacciati dal governo austriaco. Sebbene sia stata più volte assediata tra 1740 ed il 1761, Königsberg visse un'epoca di grande sviluppo commerciale e culturale (visse in questo periodo Immanuel Kant).

### Il XIX secolo

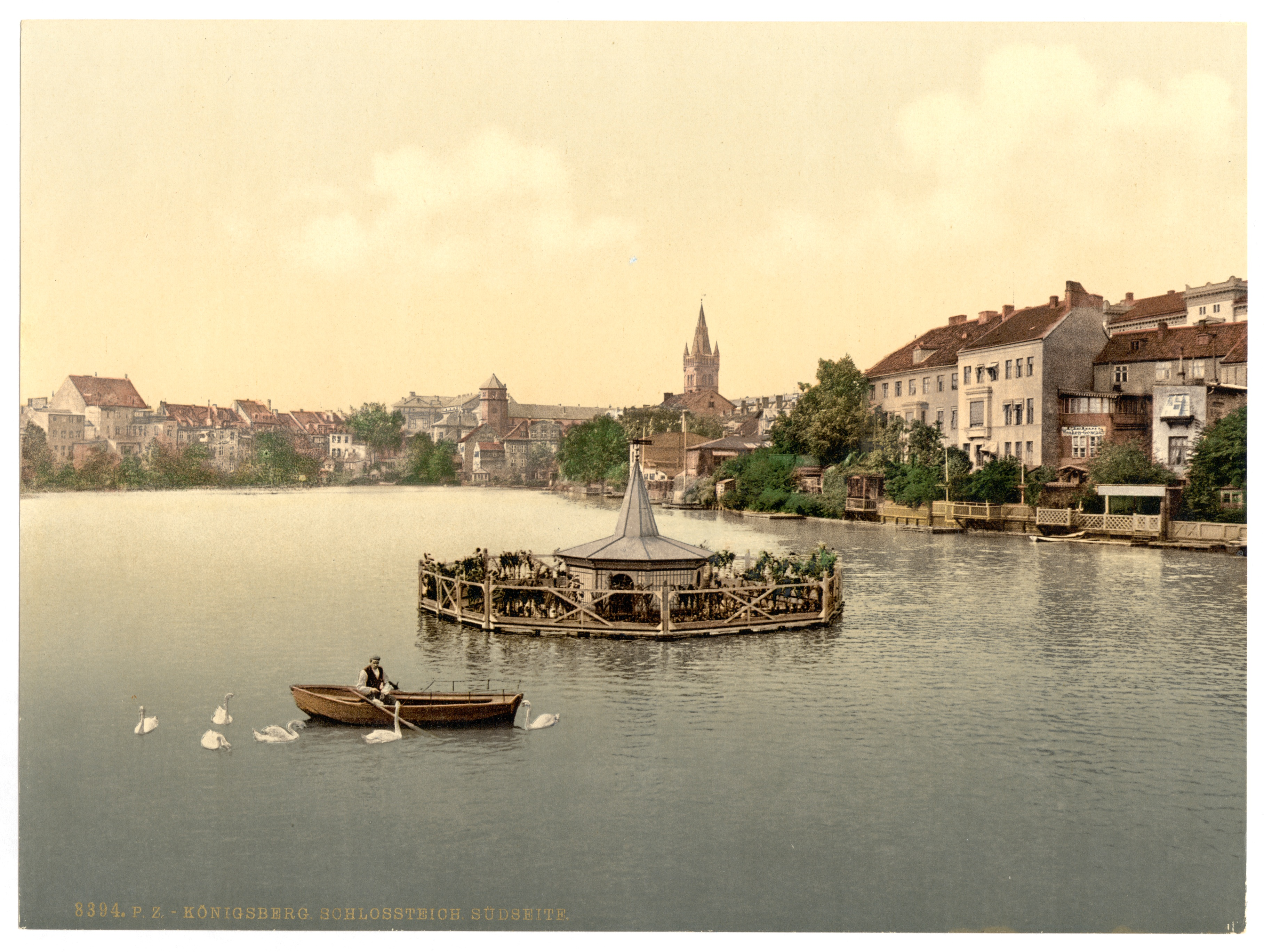
Königsberg tra il 1890 e il 1900

Nel 1813 fu centro della ribellione prussiana a Napoleone. Nel XIX secolo il suo ruolo di grande città venne ulteriormente sottolineato. Divenne infatti sede del distretto omonimo e capoluogo della Prussia orientale. Nel 1816 è il luogo dove morì Friedrich von Bülow, generale prussiano che combatté a Waterloo. Nel 1860 la compagnia ferroviaria Preußische Ostbahn costruì la stazione e collegò la città con le località circostanti. Fino al 1878 fu sede della Provincia di Prussia, composta dall'unione, avvenuta nel 1829, delle province di Prussia occidentale ed orientale. Con la nascita dell'Impero tedesco, venne costruito un nuovo ed efficiente sistema difensivo attorno alla città. La città diede i natali al celebre attore Adalbert Matkowsky, il 6 dicembre 1857.

### La seconda guerra mondiale e il dopo guerra
La città venne pesantemente bombardata nelle fasi finali della seconda guerra mondiale, prima dalla Royal Air Force britannica nell'agosto 1944 e successivamente dai sovietici durante la battaglia di Königsberg, iniziata nel gennaio 1945. La città capitolò all'Armata Rossa, il 9 aprile 1945, con la resa da parte delle forze tedesche, comandate dal generale Otto Lasch. Nell'aprile 1945 erano rimasti a Königsberg circa 150 000 tedeschi, mentre nel dicembre dello stesso anno, il loro numero si era ridotto a 20 000 unità, a causa della repressione sovietica, della malnutrizione e delle malattie. I superstiti furono deportati nella zona d'occupazione sovietica della Germania, dove nel 1949 sarebbe sorta la DDR. I sovietici cambiarono denominazione alla città il 4 luglio 1946, ribattezzandola Kaliningrad.
Alcuni edifici storici superstiti, tra i più importanti il castello dell'ordine teutonico, pesantemente danneggiati, rimasero in rovina per alcuni decenni dopo la fine della guerra, per poi essere demoliti nel 1968, secondo la volontà di Leonid Brežnev, in una sorta di damnatio memoriae di tutto ciò che era tedesco. Solo dopo la caduta del muro di Berlino l'ex cattedrale, con la tomba di Immanuel Kant, precedentemente in rovina, fu restaurata e costituisce ora uno dei pochissimi edifici storici della città.

## Demografia
La popolazione dell'antica Königsberg è andata aumentando parallelamente al suo sviluppo politico ed economico. Nel 1400 vivevano nella città approssimativamente 10 000 persone. In due grandi epidemie di influenza (la prima avvenuta nel 1601-1602 e la seconda nel biennio 1709-1711), morì circa un quarto degli abitanti. Nel 1813 la città aveva 50 000 residenti e nel 1864 arrivò a 100 000. La popolazione incrementò fino ad arrivare nel 1910 a 246 000 abitanti. Dopo la prima guerra mondiale l'aumento si arrestò, e nel 1925 c'erano 280 000 residenti, ma nel 1933 il numero degli abitanti arrivò a 316 000. Fino allo scoppio della seconda guerra mondiale, c'erano 372 000 persone ad abitare nell'allora Königsberg. Fra gli abitanti vi era una numerosa comunità ebraica. Nel giugno del 1945 la popolazione della città, a causa della fuga e dell'espulsione della popolazione tedesca, si ridusse a 73 000 persone; con una soluzione voluta dal governo dittatoriale staliniano dell'Unione Sovietica, venne attuata la totale russificazione della città.
I dati seguenti rappresentano le stime della popolazione sino al 1813; a partire dal 1819 e fino al 1939 sono riportati i risultati dei censimenti.
| Anno | Popolazione |
| ---- | ----------- |
| 1400 | 10 000      |
| 1663 | 40 000      |
| 1708 | 40 600      |
| 1711 | 30 000      |
| 1813 | 48 729      |
| 1819 | 63 869      |
| 1825 | 67 125      |
| 1831 | 67 580      |
| 1837 | 69 600      |
| 1840 | 70 839      |
| 1846 | 75 234      |
| 1852 | 79 887      |
| 1855 | 83 593      |

| Anno | Popolazione |
| ---- | ----------- |
| 1858 | 87 267      |
| 1864 | 101 500     |
| 1871 | 112 092     |
| 1875 | 122 636     |
| 1880 | 140 909     |
| 1885 | 151 151     |
| 1890 | 161 666     |
| 1895 | 172 796     |
| 1900 | 189 483     |
| 1905 | 223 770     |
| 1910 | 245 994     |
| 1916 | 229 007     |
| 1917 | 224 758     |

| Anno | Popolazione |
| ---- | ----------- |
| 1919 | 260 895     |
| 1925 | 279 926     |
| 1933 | 315 794     |
| 1939 | 372 164     |
| 1945 | 73 000      |